# Ptyngidricerus persepolisensis
Ptyngidricerus persepolisensis is een insect uit de familie van de vlinderhaften (Ascalaphidae), die tot de orde netvleugeligen (Neuroptera) behoort. 
Ptyngidricerus persepolisensis is voor het eerst wetenschappelijk beschreven door Abrahám & Mészáros in 2002.